# Mylagaulus

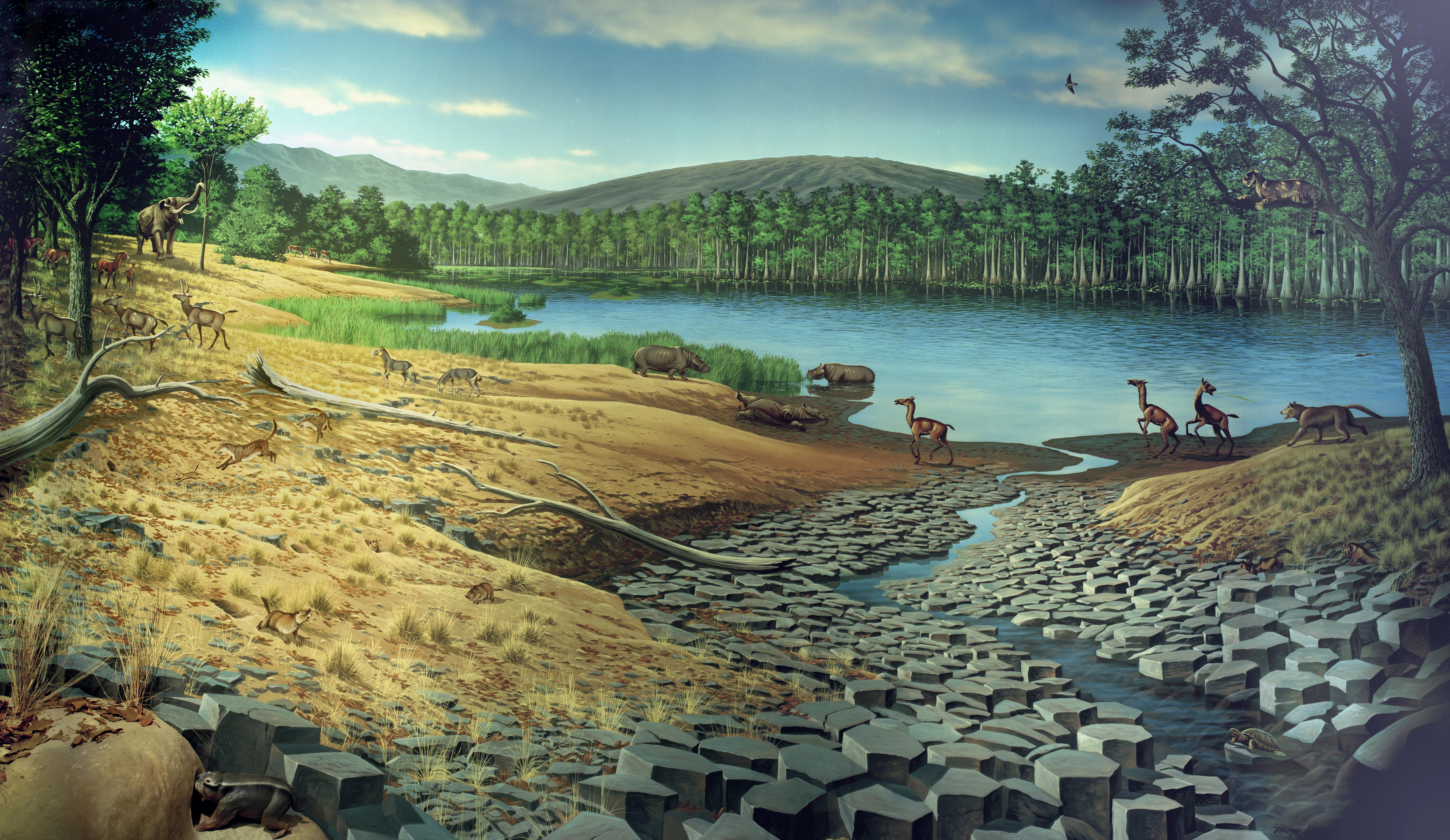
Реставрація: Mylagaulus (внизу ліворуч) у середовищі

Mylagaulus — вимерлий рід гризунів родини Mylagaulidae. Mylagaulus жив у Америці від середнього до пізнього міоцену. Рід містить такі види:
- M. cambridgensis
- M. cornusaulax Czaplewski, 2012
- M. elassos
- M. kinseyi
- M. sesquipedalis